# Lebrecht von Graevenitz
Johann Christoph Leberecht von Graevenitz (* 16. August 1786 in Stettin; † 23. Februar 1841 in Breslau) war ein preußischer Generalmajor.

## Leben

### Herkunft
Lebrecht entstammte einem Zweig des märkischen Adelsgeschlechts von Gravenitz, das über Generationen hohe preußische Offiziere stellte. Er war der Sohn des Majors a. D. Ludwig Hermann Leopold von Graevenitz (1740–1805) und dessen Ehefrau Albertine Charlotte Amalie, geborene von Hagen (* 1753).

### Militärkarriere
Graevenitz trat am 1. Januar 1799 als Gefreiterkorporal in das Infanterieregiment „Prinz Heinrich“ der Preußischen Armee ein. Dort avancierte er bis Mitte März 1805 zum Sekondeleutnant. Während des Vierten Koalitionskrieges nahm Graevenitz an der Belagerung von Küstrin und der Verteidigung von Kolberg teil. Dabei wurde er mehrfach verwundet und für seinen Mut am 30. Juni 1807 mit dem Orden Pour le Mérite ausgezeichnet.
Nach dem Frieden von Tilsit kam er am 22. August 1807 als Premierleutnant in das neu aufgestellte Grenadier-Bataillon von Waldenfels und versah im Jahr darauf kurzzeitig Dienst im 2. Pommerschen Infanterie-Regiment, ehe Graevenitz Ende November 1808 in das Leib-Infanterie-Regiment (Nr. 8) versetzt wurde. Am 13. Juni 1809 der Garde-Ulaneneskadron aggregiert, wurde er dort am 28. Mai 1811 Stabsrittmeister. Als Rittmeister erhielt Graevenitz am 10. November 1812 seinen Abschied mit Wartegeld und der Zusicherung einer Anstellung im Forstfach.
Bei der Aufstellung des Mecklenburg-Strelitzisches Husaren-Regiments im Frühjahr 1814 reaktivierte er und übernahm als Rittmeister das Kommando über die 3. Eskadron. Er nahm am gesamten Feldzug teil, seit Anfang 1814 als Major. Für seinen Einsatz in Völkerschlacht von Leipzig erhielt er den Russischen Orden des Heiligen Wladimir III. Klasse, zuvor hatte er schon am 28. September 1813 das Eiserne Kreuz II. Klasse erhalten. Während des zweiten Feldzugs des Regiments 1815 erhielt er Mitte Juli in Aachen das speciellere Commando über das Regiment.
Nach dem Ende der Befreiungskriege kehrte Gravenitz in den preußischen Armeedienst zurück. Von 1818 bis 1834 war Kommandeur des 4. Kürassier-Regiments, ab 1828 als Oberst. Am 13. November 1834 wurde er Kommandeur der 11. Kavallerie-Brigade und in dieser Eigenschaft am 30. März 1836 zum Generalmajor befördert. 1839 erkrankte er schwer und trug sich mit dem Gedanken seinen Abschied zu nehmen. Nach Besserung seines Gesundheitszustandes verstarb Graevenitz während seines Dienstes in Breslau, wo er auf dem dortigen Invalidenfriedhof beigesetzt wurde.

### Familie
Graevenitz hatte sich am 29. April 1813 in Berlin mit Charlotte Sophie Emilie von Heydebreck († 1816) verheiratet. Nach ihrem frühen Tod heiratet er am 16. Februar 1819 in Ostbevern Wilhelmine Freiin von Elverfeldt gen. von Beverfoerde zu Werries (1801–1876) verheiratet. Aus den Ehen gingen drei Söhne hervor.